# سنوات الجريش (مسلسل)
سنوات الجريش هو مسلسل كويتي من إخراج مناف عبدال وتأليف محمد النابلسي ومن بطولة حياة الفهد وحسن البلام وتم عرضه في عام 2022م.

## قصة العمل
ما بين ليلة وضحاها تتبدل الأحوال، وخاصة مع نشوب الحرب العالمية الثانية، التي تصل إلى الخليج، وتتسب الألغام في إيقاف الناس عن أعمالهم، وخاصة الصيد، فيقرر غيث ابن المطوعة سلطانة السفر، التي تنتظر طويلا عودته.

## طاقم العمل
- حياة الفهد المطوعة سلطانه
- حسن البلام نوح
- علي السبع فهد أبو دانة
- حبيب غلوم جلوان
- ليلى السلمان حصه
- حمد العماني غيث
- عبدالله الخضر بدر
- سعود بوشهري محمد
- ستيفاني صليبا لينا
- فيصل فريد مشاري
- ابراهيم القحومي تركي
- هبة الحسين دانه